# Daniel Itodo
Daniel James Itodo (sinh ngày 29 tháng 12 năm 1991) là một cầu thủ bóng đá người Nigeria thi đấu cho Plateau United, ở vị trí hậu vệ.

## Sự nghiệp
Anh từng thi đấu bóng đá cho Plateau United.
Anh ra mắt quốc tế cho Nigeria năm 2018.